# Coppa Italia 2012/2013
Pohárový ročník Coppa Italia 2012/2013 byl 66. ročník italského poháru. Soutěž začala 4. srpna 2012 a skončila 26. května 2013. Zúčastnilo se jí 69 klubů ze soutěží Serie A, Serie B, Lega Pro a 9 klubů z amatérské ligy Serie D.
Obhájce z minulého ročníku byl klub SSC Neapol.

## Zúčastněné kluby v tomto ročníku
|  | Kluby ze Serie A |
|  | Kluby ze Serie B |
|  | Kluby z Lega Pro |
|  | Kluby ze Serie D |

| Hrají od osmifinále Kluby ze Serie A | Hrají od 3. kola Kluby ze Serie A | Hrají od 2. kola Kluby ze Serie B a z Lega Pro | Hrají od 1. kola Kluby ze Serie B, z Lega Pro a ze Serie D |
| ------------------------------------ | --------------------------------- | ---------------------------------------------- | ---------------------------------------------------------- |
| AC Milán                             | Atalanta BC                       | Crotone FC                                     | Vicenza Calcio                                             |
| Udinese Calcio                       | Bologna FC 1909                   | Ascoli Calcio 1898                             | Carpi FC 1909                                              |
| Parma FC                             | Cagliari Calcio                   | Modena FC                                      | AC Cuneo 1905                                              |
| FC Inter Milán                       | AC ChievoVerona                   | AS Cittadella                                  | Catanzaro Calcio 2011                                      |
| AS Řím                               | Calcio Catania                    | Brescia Calcio                                 | Carrarese Calcio 1908                                      |
| Juventus FC                          | Janov CFC                         | AS Bari                                        | AS Avellino 1912                                           |
| SS Lazio                             | ACF Fiorentina                    | SS Virtus Lanciano 1924                        | SS Chieti Calcio                                           |
| SSC Neapol                           | Turín FC                          | Empoli FC                                      | UC AlbinoLeffe                                             |
|                                      | US Città di Palermo               | AC Cesena                                      | AS Andria BAT                                              |
|                                      | UC Sampdoria                      | US Grosseto FC                                 | Frosinone Calcio                                           |
|                                      | Delfino Pescara 1936              | SS Juve Stabia                                 | Benevento Calcio                                           |
|                                      | AC Siena                          | AS Livorno Calcio                              | SS Barletta Calcio                                         |
|                                      |                                   | AS Varese 1910                                 | US Cremonese                                               |
|                                      |                                   | Novara Calcio                                  | AS Gubbio 1910                                             |
|                                      |                                   | Calcio Padova                                  | Paganese Calcio 1926                                       |
|                                      |                                   | Spezia Calcio                                  | AC Pisa 1909                                               |
|                                      |                                   | FC Pro Vercelli 1892                           | Calcio Portogruaro-Summaga                                 |
|                                      |                                   | US Sassuolo Calcio                             | AC Reggiana 1919                                           |
|                                      |                                   | Ternana Calcio                                 | AC Lumezzane                                               |
|                                      |                                   | Reggina Calcio                                 | AS Giovanile Nocerina                                      |
|                                      |                                   | Hellas Verona FC                               | San Marino Calcio                                          |
|                                      |                                   | US Lecce                                       | AC Perugia Calcio                                          |
|                                      |                                   |                                                | Sorrento Calcio                                            |
|                                      |                                   |                                                | FC Südtirol                                                |
|                                      |                                   |                                                | Trapani Calcio                                             |
|                                      |                                   |                                                | ASD Treviso 2009                                           |
|                                      |                                   |                                                | Virtus Entella                                             |
|                                      |                                   |                                                | ASD Atletico Arezzo                                        |
|                                      |                                   |                                                | ASD Chieri Calcio 1955                                     |
|                                      |                                   |                                                | Città di Marino                                            |
|                                      |                                   |                                                | Nuova Cosenza Calcio                                       |
|                                      |                                   |                                                | USD Calcio Delta Porto Toll                                |
|                                      |                                   |                                                | AC Este                                                    |
|                                      |                                   |                                                | AC Ponte San Pietro-Isola                                  |
|                                      |                                   |                                                | US Sambenedettese 1923                                     |
|                                      |                                   |                                                | SC Sarnese 1926                                            |

## Zápasy

### 1. kolo
Zápasy byly na programu 4.–5. srpna 2012.
Poznámky
|  | Postup do dalšího kola |

| Domácí                     | Výsledek      | Hosté                       |
| -------------------------- | ------------- | --------------------------- |
| US Cremonese               | 4:0           | ASD Chieri Calcio 1955      |
| AC Reggiana 1919           | 0:2           | Virtus Entella              |
| AS Gubbio 1910             | 4:5 (prodl)   | AC Ponte San Pietro-Isola   |
| Benevento Calcio           | 1:0           | San Marino Calcio           |
| SS Barletta Calcio         | 0:3           | AC Perugia Calcio           |
| AC Pisa 1909               | 2:0           | ASD Atletico Arezzo         |
| AC Lumezzane               | 3:0           | SC Sarnese 1926             |
| Frosinone Calcio           | 2:0 (prodl)   | USD Calcio Delta Porto Toll |
| Vicenza Calcio             | 6:0           | AS Andria BAT               |
| UC AlbinoLeffe             | 0:3           | SS Chieti Calcio            |
| AS Avellino 1912           | 3:1           | US Sambenedettese 1923      |
| Carrarese Calcio 1908      | 5:4           | Catanzaro Calcio 2011       |
| Trapani Calcio             | 2:1           | AC Este                     |
| Calcio Portogruaro-Summaga | 3:1           | Nuova Cosenza Calcio        |
| FC Südtirol                | 1:1 (4:3 pen) | AC Cuneo 1905               |
| AS Giovanile Nocerina      | 1:0           | Paganese Calcio 1926        |
| Sorrento Calcio            | 2:0           | ASD Treviso 2009            |
| Carpi FC 1909              | 5:0           | Città di Marino             |

### 2. kolo
Zápasy byly na programu 11.–12. srpna 2012.
| Domácí             | Výsledek      | Hosté                      |
| ------------------ | ------------- | -------------------------- |
| Brescia Calcio     | 1:2 (prodl)   | US Cremonese               |
| Virtus Entella     | 2:3           | Hellas Verona FC           |
| AS Varese 1910     | 2:1           | AC Ponte San Pietro-Isola  |
| AS Livorno Calcio  | 2:1           | Benevento Calcio           |
| AC Perugia Calcio  | 4:1 (prodl)   | AS Bari                    |
| Calcio Padova      | 2:2 (4:2 pen) | AC Pisa 1909               |
| AC Cesena          | 2:1 (prodl)   | FC Pro Vercelli 1892       |
| FC Crotone         | 3:2           | SS Virtus Lanciano 1924    |
| Novara Calcio      | 4:3           | AC Lumezzane               |
| SS Juve Stabia     | 3:0           | Frosinone Calcio           |
| Empoli FC          | 1:2           | Vicenza Calcio             |
| US Lecce           | 3:1           | SS Chieti Calcio           |
| US Sassuolo Calcio | 1:0           | AS Avellino 1912           |
| AS Cittadella      | 2:0           | Carrarese Calcio 1908      |
| Ternana Calcio     | 2:0           | Trapani Calcio             |
| Ascoli Calcio 1898 | 2:1 (prodl)   | Calcio Portogruaro-Summaga |
| Modena FC          | 2:0           | FC Südtirol                |
| Reggina Calcio     | 1:0           | AS Giovanile Nocerina      |
| Spezia Calcio      | 4:1           | Sorrento Calcio            |
| US Grosseto FC     | 1:3           | Carpi FC 1909              |

### 3. kolo
Zápasy byly na programu 18.–19. srpna 2012.
| Domácí               | Výsledek      | Hosté              |
| -------------------- | ------------- | ------------------ |
| US Città di Palermo  | 3:1           | US Cremonese       |
| Janov CFC            | 1:1 (1:4 pen) | Hellas Verona FC   |
| Bologna FC 1909      | 2:1           | AS Varese 1910     |
| AS Livorno Calcio    | 4:1           | AC Perugia Calcio  |
| Atalanta BC          | 2:0           | Calcio Padova      |
| AC Cesena            | 3:2           | FC Crotone         |
| ACF Fiorentina       | 2:0           | Novara Calcio      |
| SS Juve Stabia       | 1:1 (4:3 pen) | UC Sampdoria       |
| AC Siena             | 4:2           | Vicenza Calcio     |
| Turín FC             | 4:2           | UC Lecce           |
| Calcio Catania       | 1:0           | US Sassuolo Calcio |
| AS Cittadella        | 1:0           | Ternana Calcio     |
| AC ChievoVerona      | 4:0           | Ascoli Calcio 1898 |
| Modena FC            | 1:5 (prodl)   | Reggina Calcio     |
| Cagliari Calcio      | 2:1           | Spezia Calcio      |
| Delfino Pescara 1936 | 1:0           | Carpi FC 1909      |

### 4. kolo
Zápasy byly na programu 27.–28. listopadu a 4.–5. prosince 2012.
| Domácí              | Výsledek    | Hosté                |
| ------------------- | ----------- | -------------------- |
| US Città di Palermo | 1:2         | Hellas Verona FC     |
| Bologna FC 1909     | 1:0         | AS Livorno Calcio    |
| Atalanta BC         | 3:1         | AC Cesena            |
| ACF Fiorentina      | 2:0         | SS Juve Stabia       |
| AC Siena            | 2:0         | Turín FC             |
| Calcio Catania      | 3:1 (prodl) | AS Cittadella        |
| AC ChievoVerona     | 0:1         | Reggina Calcio       |
| Cagliari Calcio     | 4:2         | Delfino Pescara 1936 |

### Osmifinále
Zápasy byly na programu 11.–19. prosince 2012
| Domácí         | Výsledek      | Hosté            |
| -------------- | ------------- | ---------------- |
| FC Inter Milán | 2:0           | Hellas Verona FC |
| SSC Neapol     | 1:2           | Bologna FC 1909  |
| AS Řím         | 3:0           | Atalanta BC      |
| Udinese Calcio | 0:1           | ACF Fiorentina   |
| SS Lazio       | 1:1 (4:1 pen) | AC Siena         |
| Parma FC       | 1:1 (3:4 pen) | Calcio Catania   |
| AC Milán       | 3:0           | Reggina Calcio   |
| Juventus FC    | 1:0           | Cagliari Calcio  |

### čtvrtfinále
Zápasy byly na programu 8.–16. ledna 2013.
| Domácí         | Výsledek    | Hosté           |
| -------------- | ----------- | --------------- |
| FC Inter Milán | 3:2 (prodl) | Bologna FC 1909 |
| ACF Fiorentina | 0:1 (prodl) | AS Řím          |
| SS Lazio       | 3:0         | Calcio Catania  |
| Juventus FC    | 2:1 (prodl) | AC Milán        |

### semifinále
Zápasy č. 1 byly na programu 22.–23. ledna 2013, zápasy č. 2 byly na programu 29. ledna a 17. dubna 2013.
| Domácí      | Výsledek č. 1 | Výsledek č. 2 | Hosté          |
| ----------- | ------------- | ------------- | -------------- |
| AS Řím      | 2:1           | 3:2           | FC Inter Milán |
| Juventus FC | 1:1           | 1:2           | SS Lazio       |

### Finále
| 26. 5. 2013 18:00 CEST |       |                 |                                                                      |
| AS Řím                 | 0 : 1 | SS Lazio        | Stadio Olimpico, Řím, Itálie diváci: 55 000 rozhodčí: Daniele Orsato |
|                        |       | Senad Lulić 71' | Stadio Olimpico, Řím, Itálie diváci: 55 000 rozhodčí: Daniele Orsato |

## Vítěz
| Coppa Italia 2012/13 SS Lazio (6. titul) |